# Puyo Puyo
Puyo Puyo (jap. ぷよぷよ), auch bekannt als Puyo Pop, ist eine Reihe von Puzzlespielen, die ab 1991 von Compile für verschiedene Spielkonsolen veröffentlicht wurde. Der Chefentwickler war Masamitsu „Moo“ Niitani.
Bevor die Spiele der Serie außerhalb Japans in Puyo Pop umbenannt wurden, erschienen Versionen unter den Namen Dr. Robotnik’s Mean Bean Machine (Sega Mega Drive), Kirby's Ghost Trap (in den USA Kirby's Avalanche, SNES) und Puzlow Kids (Game Gear).
Es basiert auf den Charakteren der Rollenspiel-Serie Madō Monogatari, welche ebenfalls aus der Feder von Masamitsu „Moo“ Niitani stammt.

## Spielprinzip
Ähnlich wie bei dem Strategieklassiker Tetris müssen herunterfallende Blöcke (hier Puyos) nach Farben sortiert werden. Dabei tritt man allerdings stets gegen einen virtuellen oder menschlichen Gegner an. Sobald vier oder mehr gleichfarbige Steine zusammenkommen, lösen sie sich auf und lösen gegebenenfalls durch die weiter herunterrutschenden Puyos eine Kettenreaktion aus, die auf dem gegnerischen Spielfeld so genannte Stör-Puyos entstehen lässt, die dort nur durch eine weitere Kettenreaktion wieder entfernt werden können. Der Spieler, dessen Feld zuerst komplett gefüllt ist, hat verloren.

## Spiele
- Puyo Puyo – MSX2,[1] NES (1991)
- Puyo Puyo – Arcade-Spiel, Mega Drive, PC Engine, SNES, Game Boy, PC-9801, Game Gear, N-Gage (2003)
- Puyo Puyo 2 – Arcade-Spiel, Mega Drive, SNES, PlayStation, Sega Saturn (1995), Game Boy, Neo Geo Pocket Color, Wonderswan (1990)
- Puyo Puyo Sun – Arcade-Spiel (1996), Sega Saturn (1997), PlayStation (1997), Nintendo 64 (1997), Game Boy Color, PC (1997)
- Puyo Puyo~n – Dreamcast, Playstation, Nintendo 64 (1999)
- Puyo Puyo Box – PlayStation (2000)
- Minna de Puyo Puyo/Puyo Pop – Game Boy Advance (2001)
- Puyo Puyo Fever/Puyo Pop Fever – Arcade-Spiel (2003), Dreamcast, Windows 98SE/Me/2000/XP, Mac OS X, PlayStation 2, PlayStation Portable, Xbox, GameCube, Game Boy Advance, Nintendo DS (2004)
- Puyo Puyo Fever 2 – PlayStation 2, Nintendo DS, PlayStation Portable (2005)
- Puyo Puyo! 15th Anniversary – Nintendo DS (2006), PlayStation 2, Wii (2007), PlayStation Portable (2008)
- Puyo Puyo 7 – Nintendo DS, Wii, PlayStation Portable (2009)
- Puyo Puyo!! 20th Anniversary – Nintendo DS, Wii, PlayStation Portable, Nintendo 3DS (2011)
- Puyo Puyo Quest – Android, Apple iOS (2013)
- Puyo Puyo Tetris – Nintendo 3DS, Wii U, PlayStation Vita, PlayStation 3, PlayStation 4, Xbox One (2014), Nintendo Switch (2017), Windows (Steam, 2018)
- Puyo Puyo Champions/Puyo Puyo eSports – PlayStation 4, Nintendo Switch (2018), Xbox One, Windows (Steam, 2019)
- Puyo Puyo Tetris 2 – PlayStation 4, PlayStation 5, Nintendo Switch, Xbox One/Series (2020), Microsoft Windows (Steam, 2021)

## Lizenzspiele
- Puyo Wars – Game Boy Color (1999)
- Arle's Jewel Adventure – Game Boy Color (2000)
- Waku Waku Puyo Dungeon – Sega Saturn, PlayStation
- Puyo Puyo Da! – Dreamcast, Arcade-Spiel (1999)
- Nazo Puyo – Game Gear
- Nazo Puyo 2 – Game Gear
- Nazo Puyo: Arle's Roux – Game Gear
- Super Nazo Puyo – SNES
- Super Nazo Puyo 2 – SNES

## Abwandlungen
- Kirby's Ghost Trap (Europa) / Kirby's Avalanche (USA) – SNES
- Dr. Robotnik’s Mean Bean Machine – Sega Mega Drive, Sega Game Gear, über die Virtual Console auf Nintendo Wii & Nintendo 3DS[2][3]

## Charaktere
Arle NadjaSie ist die Heldin des Spiels, ein junges Mädchen mit magischen Kräften. Sie besitzt die Spezialattacken "Fire!" und "Ice Storm!" ausgesprochen.
CarbuncleDieser immer grinsende Charakter ist das Maskottchen der Serie. Auch bekannt als Car-kun begleitet er Arle immer auf ihren Abenteuern.
Skeleton -TEin lebendes Skelett, das unwahrscheinlich gerne Tee trinkt. Bei jedem Spiel sieht man ihn mit einer Tasse Tee.
MinotaurosEin Minotauros, der Rulues Leibwächter und Diener ist.
RulueSie ist die Rivalin von Arle und in Satan verliebt, für den sie alles tun würde. Sie hat einen Minotauros als Leibwächter, der sie umsorgt, und weniger wie ein unbarmherziges Monster wirkt.
Draco-CentaurEine psychopathische Drachendame, die sich wünscht hübsch zu sein, aber bei Anwesenheit anderer Mädchen ihr Selbstvertrauen verliert, worauf sie sie herausfordern muss.
SeririEine paranoide kleine Meerjungfrau, welche keine Freundschaften schließen kann, weil sie glaubt, dass diese sie essen wollen. Dies glaubt sie, weil sie gehört hat, das der Verzehr von Meerjungfrauen Unsterblichkeit bringen soll.
HarpyEin Engelswesen, deren Vorliebe es ist, bei jeder Gelegenheit zu singen. Doch die anderen können ihr Gesang gar nicht hören, da sie oft schiefe Töne aus sich gibt.
SatanDer Hauptbösewicht, welcher hinter Carbuncle her ist, und eine Vorliebe für Hawaiihemden pflegt.